# Fumaria segetalis
Fumaria segetalis är en vallmoväxtart som först beskrevs av Hammar, och fick sitt nu gällande namn av Coutinho. Fumaria segetalis ingår i släktet jordrökar, och familjen vallmoväxter. Inga underarter finns listade i Catalogue of Life.